# (50000) Quaoar

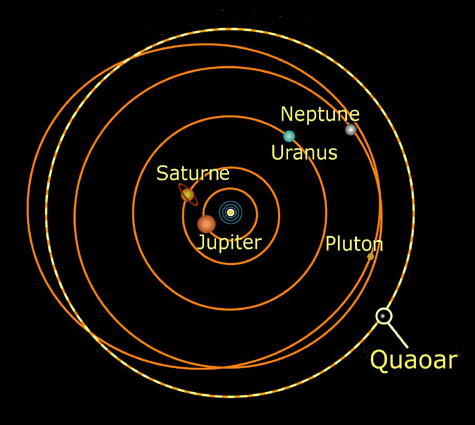
Órbita de Quaoar.

Quaoar es un cuerpo menor del sistema solar, el número 50000 de la serie y con designación provisional 2002 LM60. Fue descubierto desde Palomar Mountain/NEAT el 4 de junio de 2002 con el telescopio Schmidt de 1,2 metros + CCD por Chadwick A. Trujillo y Michael E. Brown. Charles T. Kowal lo había observado en los días 17 y 18 de mayo de 1983, sin reconocerlo. Cuenta con un solo satélite, denominado Weywot.
También había sido avistado en diversas épocas en los observatorios de Siding Spring y Haleakala-NEAT/MSSS. Con todas estas observaciones y medidas astrométricas, han permitido calcular una órbita lo suficientemente precisa para que se le haya adjudicado un número definitivo y nombrado con el nombre con que sus descubridores lo han bautizado. El nombre de "Quaoar" tiene su origen en el nombre de la fuerza de la creación adorada por la tribu tongva, los pobladores originales de la región donde hoy se sitúa Los Ángeles, cerca de Pasadena, en la que se encuentra la sede del Instituto de Tecnología de California.
Tiene un diámetro de 1100 km y una superficie de 3 801 327 km², comparable a Caronte (satélite de Plutón), y además es aproximadamente la mitad del diámetro del propio Plutón (2300 km de diámetro ecuatorial). Pertenece al cinturón de Kuiper.
Quaoar está orbitando a una distancia apenas un poco mayor que la del planeta más distante del sistema solar. Quaoar se mueve en relación con las estrellas del fondo en las imágenes del descubrimiento, tomadas por el telescopio Oschin en Palomar, California.
Se han encontrado signos de hielo de agua, lo que sugiere que puede estar produciéndose criovulcanismo. Una pequeña cantidad de metano está presente en la superficie de Quaoar, que solo puede ser retenida por los mayores objetos del cinturón de Kuiper.
En 2023, los astrónomos descubrieron dos anillos fuera del límite de Roche lo que desafía las teorías de que estos anillos no deberían ser estables.

## Clasificación
Al saberse que Quaoar es un objeto binario puede calcularse su masa analizando la órbita del objeto secundario. La densidad de Quaoar se estima de alrededor de 4,2 g/cm³, y las estimaciones sugieren que con objetos a partir de 890 km de diámetro debería poder hablarse de planeta enano si la masa requerida para el equilibrio hidrostático es suficiente. Mike Brown estima que los cuerpos rocosos de unos 900 km de diámetro se relajan en equilibrio hidrostático, y que los cuerpos de hielo lo hacen a partir de unos 400 km. Con una masa estimada superior a 1,3×1021 kg, Quaoar tiene muy probablemente la masa requerida de 5×1020 kg para ser considerado un planeta enano según la redefinición de planeta de 2006 y Brown afirma que Quaoar «debe ser» un planeta enano. El análisis de la curvatura de amplitud de luz muestra solo desviaciones pequeñas, lo que sugiere que Quaoar es de hecho un esferoide, con pequeñas manchas de albedo y, por lo tanto, un planeta enano.

## Anillos
Quaoar es el tercer planeta menor conocido y confirmado que tiene un sistema de anillos, después de (10199) Chariklo y (136108) Haumea. Posee dos anillos estrechos, denominados provisionalmente Q1R y Q2R por orden de descubrimiento, que están confinados a distancias radiales donde sus períodos orbitales son proporciones enteras del período de rotación de Quaoar. Es decir, los anillos de Quaoar están en resonancia orbital de espín.
El anillo exterior, Q1R, orbita Quaoar a una distancia de 4.057 ± 6 km (2.521 ± 4 millas), más de siete veces el radio de Quaoar y más del doble de la distancia máxima teórica del límite de Roche . [7] El anillo Q1R no es uniforme y es fuertemente irregular alrededor de su circunferencia, siendo más opaco (y más denso) donde es estrecho y menos opaco donde es más ancho. El ancho radial del anillo Q1R varía de 5 a 300 km (3 a 200 millas), mientras que su profundidad óptica varía de 0,004 a 0,7. El ancho irregular del anillo Q1R se asemeja al anillo F de Saturno, frecuentemente perturbado, o a los arcos de los anillos de Neptuno, lo que puede implicar la presencia de pequeñas lunas de un kilómetro de tamaño incrustadas dentro del anillo Q1R y que perturban gravitacionalmente el material. El anillo Q1R probablemente esté formado por partículas heladas que chocan elásticamente entre sí sin acumularse en una masa mayor.
Q1R está ubicado entre la resonancia orbital de movimiento medio 6: 1 con la luna Weywot a 4.021 ± 57 km (2.499 ± 35 millas) y la resonancia de órbita de giro 1: 3 con Quaoar a 4.197 ± 58 km (2.608 ± 36 millas). La ubicación coincidente del anillo Q1R en estas resonancias implica que desempeñan un papel clave en el mantenimiento del anillo sin que se acumule en una sola luna. En particular, el confinamiento de los anillos a la resonancia de órbita de espín 1:3 puede ser común entre los pequeños cuerpos anillados del sistema solar, como se ha observado anteriormente en Chariklo y Haumea.
El anillo interior, Q2R, orbita Quaoar a una distancia de 2.520 ± 20 km (1.566 ± 12 millas), aproximadamente cuatro veces y media el radio de Quaoar y también fuera del límite de Roche de Quaoar. La ubicación del anillo Q2R coincide con la resonancia de la órbita de espín 5:7 de Quaoar a 2.525 ± 58 km (1.569 ± 36 mi). En comparación con Q1R, el anillo Q2R parece relativamente uniforme con un ancho radial de 10 km (6,2 millas). Con una profundidad óptica de 0,004, el anillo Q2R es muy tenue y su opacidad es comparable a la parte menos densa del anillo Q1R.

## Satélite

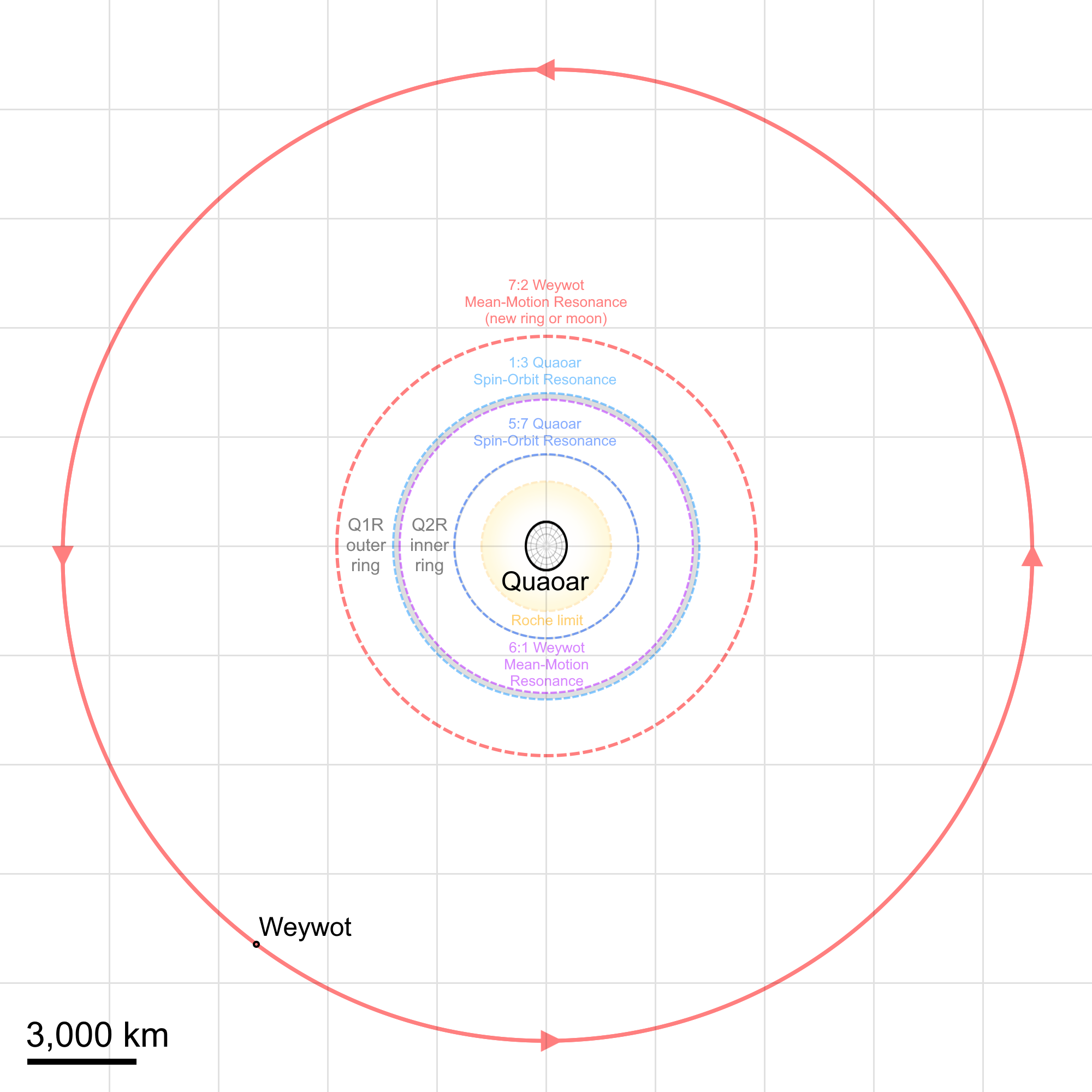
Quaoar, su anillo, y Weywot

Weywot, oficialmente llamado (50000) Quaoar I Weywot, es el único satélite que se conoce de Quaoar. Fue descubierto el 22 de febrero de 2007, basándose en imágenes precovery obtenidas el 14 de febrero de 2006. Se estima que posee un diámetro de 74 km. Es posible que Weywot sea un fragmento de Quaoar originado a partir de una colisión.